# منظمة التعاون الإسلامي
منظمة التعاون الإسلامي، (وكانت تُعرف سابقًا باسم منظمة المؤتمر الإسلامي) هي منظمة إسلامية دولية تجمع سبعًا وخمسين دولةً إسلامية، وتصف المنظمة نفسها بأنها «الصوت الجماعي للعالم الإسلامي» وإن كانت لا تضم كل الدول الإسلامية وأنها تهدف لـ «حماية المصالح الحيوية للمسلمين» البالغ عددهم نحو 1,9 مليار نسمة. وللمنظمة عضوية دائمة في الأمم المتحدة.
الدول السبع والخمسون هي دول ذات غالبية مسلمة من منطقة الشرق الأوسط وأفريقيا وآسيا الوسطى وجنوب شرق آسيا وشبه القارة الهندية والبلقان (البوسنة وألبانيا)، ولقد تأسست المنظمة في الرباط في 25 أيلول 1969، إذ عُقد أول اجتماع بين زعماء دول العالم الإسلامي، بعد حريق الأقصى في 21 آب 1969. حيث طرح وقتها مبادئ الدفاع عن شرف وكرامة المسلمين المتمثلة في القدس وقبة الصخرة، وذلك كمحاولة لإيجاد قاسم مشترك بين جميع فئات المسلمين، وبعد ستة أشهر من الاجتماع الأول، تبنى المؤتمر الإسلامي الأول لوزراء الخارجية المنعقد في مدينة جدة السعودية في 1392هـ/ آذار 1970م. إنشاء أمانة عامة للمنظمة، كي يضمن الاتصال بين الدول الأعضاء وتنسيق العمل. عين وقتها أمين عام واختيرت جدة مقرًا مؤقتًا للمنظمة، بانتظار تحرير القدس، حيث سيكون المقر الدائم.
عقد المؤتمر الإسلامي لوزراء الخارجية جلسته الثالثة، في فبراير 1972، وتم وقتها تبنى دستور المنظمة، الذي يفترض به تقوية التضامن والتعاون بين الدول الإسلامية في الحقول الاجتماعية والعلمية والثقافية والاقتصادية والسياسية.
دعا البرلمان المغربي خلال اجتماع لرؤساء مجالس الدول الأعضاء في منظمة التعاون الإسلامي، عقد الإثنين 25 شتنبر 2023، عبر تقنية التناظر المرئي، إلى استلهام التجربة المغربية في مجال نشر قيم الإسلام السمحة والتعريف بها بطريقة مؤسساتية، لا سيما من خلال عمل مؤسسة محمد السادس لتكوين الأئمة المرشدين والمرشدات.

## الدول الأعضاء
| الدولة                   | تاريخ الانضمام    | ملاحظات                                                |
| ------------------------ | ----------------- | ------------------------------------------------------ |
| أفغانستان                | 1969              | (عضو مؤسس) --- [علقت عضويتها بين 1980 ومارس 1989]      |
| الجزائر                  | 1969              | (عضو مؤسس)                                             |
| تشاد                     | 1969              | (عضو مؤسس)                                             |
| مصر                      | 1969              | (عضو مؤسس) --- [علقت عضويتها بين مايو 1979 ومارس 1984] |
| غينيا                    | 1969              | (عضو مؤسس)                                             |
| تركيا                    | 1969              | (عضو مؤسس)                                             |
| إندونيسيا                | 1969              | (عضو مؤسس)                                             |
| إيران                    | 1969              | (عضو مؤسس)                                             |
| الأردن                   | 1969              | (عضو مؤسس)                                             |
| الكويت                   | 1969              | (عضو مؤسس)                                             |
| لبنان                    | 1969              | (عضو مؤسس)                                             |
| ليبيا                    | 1969              | (عضو مؤسس)                                             |
| ماليزيا                  | 1969              | (عضو مؤسس)                                             |
| مالي                     | 1969              | (عضو مؤسس)                                             |
| موريتانيا                | 1969              | (عضو مؤسس)                                             |
| النيجر                   | 1969              | (عضو مؤسس)                                             |
| باكستان                  | 1969              | (عضو مؤسس)                                             |
| فلسطين                   | 1969              | (عضو مؤسس)                                             |
| السعودية                 | 1969              | (عضو مؤسس)                                             |
| المغرب                   | 1969              | (عضو مؤسس)                                             |
| السنغال                  | 1969              | (عضو مؤسس)                                             |
| السودان                  | 1969              | (عضو مؤسس)                                             |
| تونس                     | 1969              | (عضو مؤسس)                                             |
| اليمن                    | 1969              | (عضو مؤسس)                                             |
| البحرين                  | 1970              |                                                        |
| الصومال                  | 1970              | (عضو مؤسس)                                             |
| عُمان                     | 1970              |                                                        |
| قطر                      | 1970              |                                                        |
| سوريا                    | 1970              | (عضو مؤسس) --- [علقت عضويتها بين 2012 ومارس 2025]      |
| الإمارات العربية المتحدة | 1972              |                                                        |
| سيراليون                 | 1972              |                                                        |
| بنغلاديش                 | 1974              |                                                        |
| الغابون                  | 1974              |                                                        |
| غامبيا                   | 1974              |                                                        |
| غينيا بيساو              | 1974              |                                                        |
| أوغندا                   | 1974              |                                                        |
| بوركينا فاسو             | 1975              |                                                        |
| الكاميرون                | 1975              |                                                        |
| جزر القمر                | 1976              |                                                        |
| العراق                   | 1976              |                                                        |
| جزر المالديف             | 1976              |                                                        |
| جيبوتي                   | 1978              |                                                        |
| بنين                     | 1982              |                                                        |
| بروناي                   | 1984              |                                                        |
| نيجيريا                  | 1986              |                                                        |
| أذربيجان                 | 1991              |                                                        |
| ألبانيا                  | 1992              |                                                        |
| قرغيزستان                | 1992              |                                                        |
| طاجيكستان                | 1992              |                                                        |
| تركمانستان               | 1992              |                                                        |
| زنجبار                   | يناير 1993        | انسحبت في أغسطس 1993                                   |
| موزمبيق                  | 1994              |                                                        |
| كازاخستان                | 1995              |                                                        |
| أوزبكستان                | 1995              |                                                        |
| سورينام                  | 1996              |                                                        |
| توغو                     | 1997              |                                                        |
| غيانا                    | 1998              |                                                        |
| ساحل العاج               | 2001              |                                                        |
| الدول المراقبة           |                   |                                                        |
| البوسنة والهرسك          | 1994              |                                                        |
| جمهورية إفريقيا الوسطى   | 1997              |                                                        |
| قبرص الشمالية            | 1979 (2004 رسمياً) |                                                        |
| تايلاند                  | 1998              |                                                        |
| روسيا                    | 2005              |                                                        |

### دول حاولت الانضمام لكن رفض طلبها
- الهند[بحاجة لمصدر]
- الفلبين[بحاجة لمصدر]

المخطط القابل للضغط يظهر علاقات المنظمات المختلفة في إطار منظمة التعاون الإسلامي. (عضوية سوريا معلقة من جميع المنظمات لانتهاكات حقوق الإنسان خلال الحرب الأهلية السورية).

### شروط قبول الدول في منظمة التعاون الإسلامي
1-أن يكون طالب الانضمام دولة عضو فـي الأمم المتحدة، ذات أغلبیة مسلمة تتقدم بطلب للعضویة.

## الأمناء العامون
|    | الأمين العام           | الدولة   | بداية العهدة | نهاية العهدة |
| -- | ---------------------- | -------- | ------------ | ------------ |
| 1  | تونكو عبد الرحمن       | ماليزيا  | 1970         | 1974         |
| 2  | حسن التهامي            | مصر      | 1974         | 1975         |
| 3  | أمادو كريم غايي        | السنغال  | 1975         | 1979         |
| 4  | الحبيب الشطي           | تونس     | 1979         | 1984         |
| 5  | شريف الدين بيرزادہ     | باكستان  | 1984         | 1988         |
| 6  | حامد الغابد            | النيجر   | 1988         | 1996         |
| 7  | عز الدين العراقي       | المغرب   | 1996         | 2000         |
| 8  | عبد الواحد بلقزيز      | المغرب   | 2000         | 2004         |
| 9  | أكمل الدين إحسان أوغلو | تركيا    | 2004         | 2014         |
| 10 | إياد بن أمين مدني      | السعودية | 2014         | 2016         |
| 11 | يوسف بن أحمد العثيمين  | السعودية | 2016         | 2021         |
| 12 | حسين إبراهيم طه        | تشاد     | 2021         |              |

## التقسيمات الإدارية
تتكون منظمة التعاون الإسلامي من الأجسامِ الرئيسية التالية:
- مؤتمر الملوك ورؤساء الدول والحكومات: وهو يشكل السلطة الفعلية والعليا للمنظمة ويجتمع مرة كل ثلاث سنوات لوضع سياسة المنظمة.
- مؤتمر وزراء الخارجية: وهو يلتئم مرة في السنة لدراسة تطورات وتقدّم العمل في تطبيقِ القرارات التي تم وضعها في اجتماعات القمّة الإسلامية.
- الأمانة العامة
- جهاز المنظمة التنفيذي: الذي يتوقع منه متابعة القرارات وحث الحكومات على تطبيقها. يرأسه حاليًا حسين إبراهيم طه كأمين عام لمنظمة التعاون الإسلامي.

## أجهزة المنظمة

### لجان دائمة
- 1. لجنة القدس، ويرأسها ملك المملكة المغربية. مقرها الرباط، المملكة المغربية.
- 2. اللجنة الدائمة للإعلام والشؤون الثقافية (كومياك)، ويرأسها رئيس جمهورية السنغال، ومقرها في داكار، السنغال.
- 3. اللجنة الدائمة للتعاون الاقتصادي والتجاري (كومسيك)، ويرأسها رئيس الجمهورية التركية، ومقرها أنقرة، تركيا.
- 4. اللجنة الدائمة للتعاون العلمي والتقني (كومستيك)، ويرأسها رئيس جمهورية باكستان الإسلامية، ومقرها إسلام أباد، جمهورية باكستان الإسلامية.

### أجهزة متفرعة
هي الأجهزة المنشأة في إطار منظمة التعاون الإسلامي بناء على قرار من التعاون الإسلامي للملوك ورؤساء الدول والحكومات أو التعاون الإسلامي لوزراء الخارجية، وتكتسب عضويتها بصورة تلقائية من الدول الأعضاء، ويتم تمويلها بوساطة مساهمات الدول الأعضاء الإلزامية والمساهمات الطوعية ومن المداخيل المتأتية مما تقدمه مـن خدمات. وتقر ميزانياتها من قبل التعاون الإسلامي لوزراء الخارجية.
- 1. مركز البحوث الإحصائية والاقتصادية والاجتماعية والتدريب للدول الإسلامية، أنقرة، تركيا.
- 2. مركز البحوث للتاريخ والفنون والثقافة الإسلامية، إسطنبول، تركيا.
- 3. الجامعة الإسلامية للتقنية، دكا، بنغلاديش.
- 4. المركز الإسلامي لتنمية التجارة، الدار البيضاء، المملكة المغربية.
- 5. مجمع الفقه الإسلامي الدولي، جدة، المملكة العربية السعودية.
- 6. صندوق التضامن الإسلامي ووقفه، جدة، المملكة العربية السعودية.
- 7. الجامعة الإسلامية في النيجر، ساي، النيجر.
- 8. الجامعة الإسلامية في أوغندا، مبالي، أوغندا.

### مؤسسات وأجهزة متخصصة
هي المؤسسات والأجهزة المنشأة في إطار منظمة التعاون الإسلامي بموجب قرار من مؤتمر القمة أو التعاون الإسلامي لوزراء الخارجية، وتكون عضويتها مفتوحة بصورة اختيارية أمام الدول الأعضاء في منظمة التعاون الإسلامي، وتتميز بأن ميزانياتها مستقلة عن ميزانية الأمانة العامة أو ميزانيات الأجهزة الفرعيـة، وتعتمد ميزانيات هذه الأجهزة النصوص والتشريعات في أنظمتها الأساسية.
- 1. البنك الإسلامي للتنمية، جدة، المملكة العربية السعودية.
- 2. المنظمة الإسلامية للتربية والعلوم والثقافة، الرباط، المملكة المغربية.
- 3. وكالة الأنباء الإسلامية الدولية (إينا)، جدة، المملكة العربية السعودية.
- 4. منظمة إذاعات الدول الإسلامية (إسبو)، جدة، المملكة العربية السعودية.

### مؤسسات المنظمة

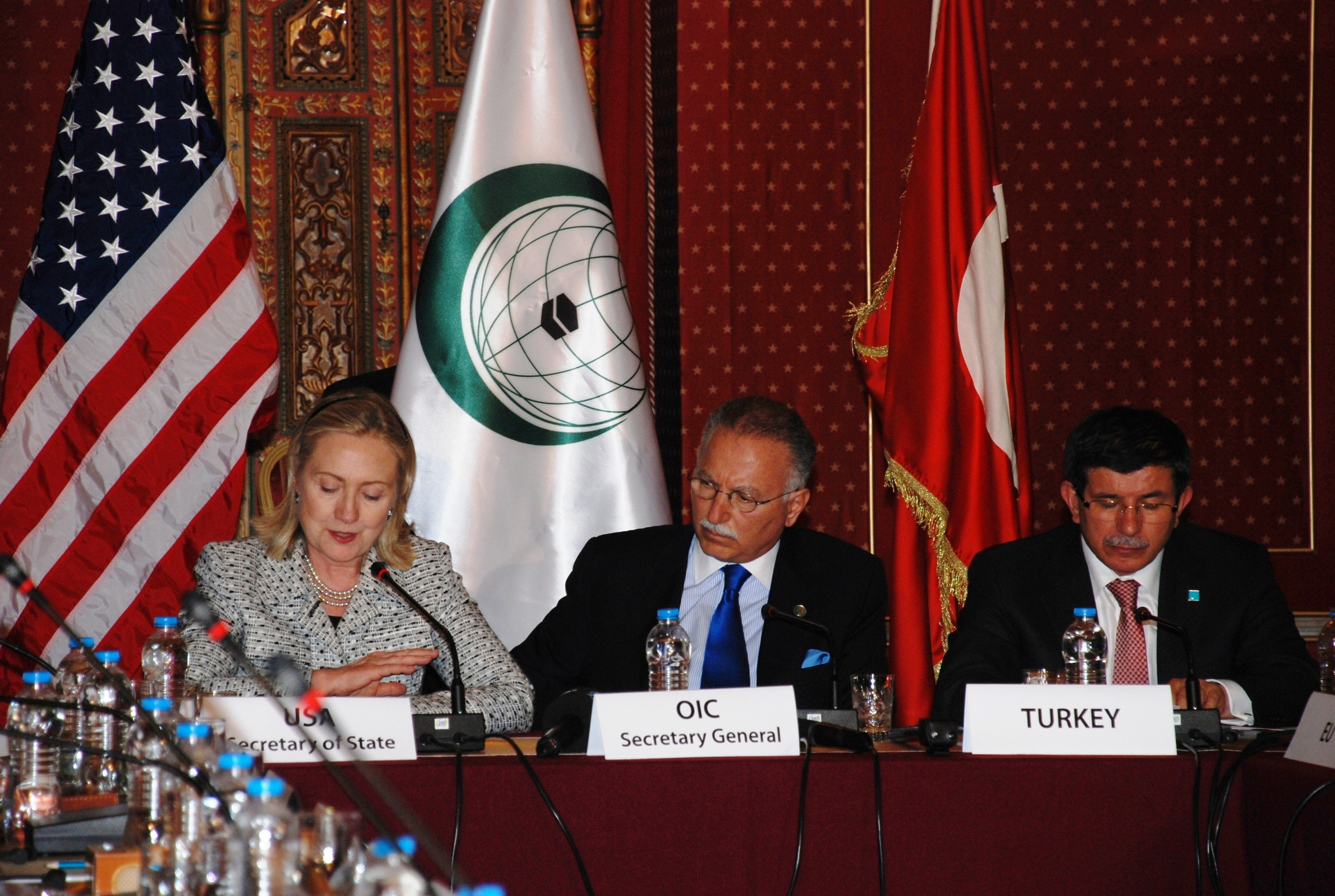
اجتماع لمنظمة التعاون الإسلامي في إسطنبول يوليو 2011 بحضور هيلاري كلينتون.

يحق للمؤسسات والأجهزة التابعة للدول الأعضاء في منظمة التعاون الإسلامي أن تنضم بصفة اختيارية إلى عضوية هذه المؤسسات. وميزانياتها مستقلة عن ميزانيات الأمانة العامة والأجهزة المتفرعة والمتخصصة. ولقد أنشئت برعاية مؤتمرات القمة الإسلامية والمؤتمر الإسلامي لوزراء الخارجية. ويجوز منح المؤسسات المنتمية صفة مراقب بموجب قرار يصدره المؤتمر الإسلامي لوزراء الخارجية، كما يجوز لها تلقي مساعدات طوعية من الأجهزة المتفرعة والمتخصصة وكذلك من الدول الأعضاء.
1. الغرفة الإسلامية للتجارة والصناعة، كراتشي، باكستان.
2. منظمة العواصم والمدن الإسلامية، مكة المكرمة، السعودية.
3. الاتحاد الرياضي لألعاب التضامن الإسلامي، الرياض، المملكة العربية السعودية.
4. اللجنة الإسلامية للهلال الدولي، بنغازي، ليبيا.
5. الاتحاد الإسلامي لمالكي البواخر، جدة، المملكة العربية السعودية.
6. الاتحاد العالمى للمدارس العربية الإسلامية الدولية، القاهرة، مصر.
7. منتدى شباب التعاون الإسلامي للحوار والتعاون، إسطنبول، تركيا.
8. الاتحاد الدولي للكشاف المسلم.
9. الأكاديمية الإسلامية العالمية للعلوم.
10. اتحاد المستشارين في البلدان الإسلامية.
11. المجلس العام للمصارف الإسلامية والمؤسسات المالية.
12. اتحاد المقاولين في البلدان الإسلامية.
13. شبكة الجامعات الافتراضية في العالم الإسلامي.

## هيئات المنظمة
- مؤتمر القمة الإسلامي
- مؤتمر وزراء الخارجية
- الأمانة العامة
- محكمة العدل الدولية الإسلامية.[7]

## مؤتمرات إسلامية سابقة
| الرقم               | التاريخ                   | البلد     | المكان              |
| ------------------- | ------------------------- | --------- | ------------------- |
| الـ1                | 1969، 22 سبتمبر-25 سبتمبر | المغرب    | الرباط              |
| الـ2                | 1974، 22 فبراير-24 فبراير | باكستان   | لاهور               |
| الـ3                | 1981، 25 يناير-29 يناير   | السعودية  | مكة المكرمة والطائف |
| الـ4                | 1984، 16 يناير-19 يناير   | المغرب    | الدار البيضاء       |
| الـ5                | 1987، 26 يناير            | الكويت    | مدينة الكويت        |
| الـ6                | 1991، 9 ديسمبر-11 ديسمبر  | السنغال   | داكار               |
| الـ7                | 1994، 13 ديسمبر-15 ديسمبر | المغرب    | الدار البيضاء       |
| المؤتمر الطارئ الـ1 | 1997، 23 مارس             | باكستان   | إسلام أباد          |
| الـ8                | 1997، 9 ديسمبر-11 ديسمبر  | إيران     | طهران               |
| الـ9                | 2000، 12 نوفمبر-13 نوفمبر | قطر       | الدوحة              |
| المؤتمر الطارئ الـ2 | 2003، 5 مارس              | قطر       | الدوحة              |
| الـ10               | 2003، 16 أكتوبر-17 أكتوبر | ماليزيا   | بوتراجاي            |
| المؤتمر الطارئ الـ3 | 2005، 7 ديسمبر-8 ديسمبر   | السعودية  | مكة المكرمة         |
| الـ11               | 2008، 13 مارس-14 مارس     | السنغال   | داكار               |
| المؤتمر الطارئ الـ4 | 2012، 14 أغسطس-15 أغسطس   | السعودية  | مكة المكرمة         |
| الـ12               | 2013، 6 فبراير-7 فبراير   | مصر       | القاهرة             |
| المؤتمر الطارئ الـ5 | 2016، 6 مارس-7 مارس       | إندونيسيا | جاكرتا              |
| الـ13               | 2016، 10 ابريل-15 ابريل   | تركيا     | إسطنبول             |
| المؤتمر الطارئ الـ6 | 2017، 13 ديسمبر           | تركيا     | إسطنبول             |
| المؤتمر الطارئ الـ7 | 2018، 18 مايو             | تركيا     | إسطنبول             |
| الـ14               | 2019، 31 مايو             | السعودية  | مكة المكرمة         |

## مبادرات سعودية
في 26 نوفمبر 2020 أعلن وزير خارجية المملكة العربية السعودية الأمير فيصل بن فرحان مبادرة السعودية بالتبرع بقطعة أرض والبدء بتشييد مبنى لائق لمقر منظمة التعاون الإسلامي، كما أعلن مبادرة المملكة بتسديد المساهمات الإلزامية المتأخرة على الدول الأعضاء الأقل نموًا في منظمة التعاون الإسلامي حتى نهاية ديسمبر 2019.

## وصلات خارجية
- موقع منظمة التعاون الإسلامي